# 佩里專區

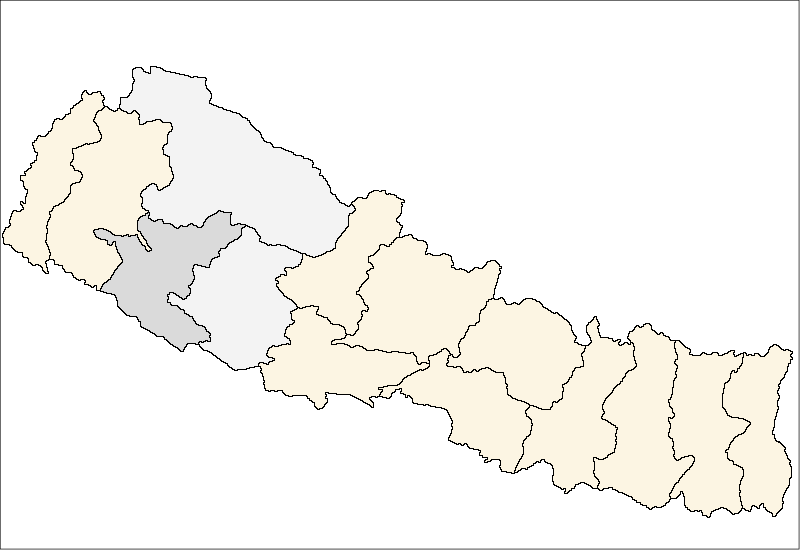
深灰色表示貝里專區在尼泊爾的位置

佩里專區（尼泊尔语：भेरी अञ्चल，IAST：Bherī añcal；英語：Bheri zone）是尼泊爾的十四個行政專區之一，屬于中西部發展區。贝里專區的首府是尼泊尔根杰。
下分五個縣：
- 扎泽尔果德县 जाजरकोट Jājarkoṭ
- 代莱克县 दैलेख Dailekh
- 苏尔凯德县 सुर्खेत Surkhet
- 班凯县 बाँके Bāṃke
- 巴迪亚县 बर्दिया Bardiyā